# Pandemia de COVID-19 na Grécia
O primeiro caso da pandemia de COVID-19 na Grécia surgiu em 26 de fevereiro de 2020. Casos iniciais relacionados a pessoas que viajaram para a Itália, bem como a um grupo de peregrinos que viajaram para Israel e Egito e seus contatos.
Até 22 de março de 2020, houve 624 casos, 19 recuperados e 15 mortes. As autoridades de saúde recomendam que os viajantes que retornaram das áreas afetadas ou que entraram em contato com eles fiquem em casa por um período mínimo de 14 dias. Pode levar de 2 a 14 dias para que os sintomas apareçam após a exposição inicial ao vírus. Treze hospitais foram designados para lidar com casos. As principais áreas afetadas são Élida e Ática, enquanto surtos também são encontrados em Zacinto, Acaia, Salonica, Eubeia, Cozani, Castória, Lesbos, Heraclião, Janina, Lárissa, Pieria, Kilkis, Messénia, Magnésia, Evros, Chania, Arta, Cárpatos, Cavala, Xanti, Lacônia, Preveza, Serres, Arcádia e Trikala.
Após a confirmação dos três primeiros casos na Grécia, em 27 de fevereiro, todos os eventos de carnaval no país foram inicialmente cancelados e, em 10 de março, um total de 89 casos foram confirmados no país, principalmente relacionados a pessoas que viajaram para a Itália e um grupo de peregrinos que viajaram para Israel e Egito, bem como seus contatos. As autoridades sanitárias e estaduais emitiram diretrizes e recomendações de precaução, enquanto as medidas até aquele momento eram tomadas localmente e incluíam o fechamento de escolas e a suspensão de eventos culturais nas áreas afetadas (particularmente Élida, Acaia e Zacinto). No entanto, em 10 de março, devido ao surto do vírus em diferentes partes do país e por muitos não cumprirem as medidas restritivas, o governo decidiu suspender a operação de instituições de ensino de todos os níveis em todo o país e, em seguida, em 13 de março, para fechar todos os cafés, bares, museus, shopping centers, instalações esportivas e restaurantes do país. Em 16 de março, todas as lojas de varejo também foram fechadas, duas aldeias em Cozani foram colocadas em quarentena e todos os serviços em todas as áreas de culto religioso de qualquer religião ou dogma foram suspensos. Nos dias 18 e 19 de março, o governo anunciou uma série de medidas de mais de dez bilhões de euros para apoiar a economia, empresas e funcionários.
Em 22 de março, as autoridades gregas anunciaram restrições significativas a todos os transportes e movimentos não essenciais em todo o país, a partir das 6 horas da manhã de 23 de março. O movimento para fora de casa é permitido apenas por razões específicas que incluem a mudança para ou do local de trabalho, compras de alimentos ou medicamentos, visita a um médico ou assistência a uma pessoa que precisa de ajuda e exercícios individuais ou em pares, entre outras razões. Os cidadãos que saem de casa devem portar sua identidade ou passaporte policial, bem como algum tipo de atestado, dependendo da finalidade da viagem. A Polícia Helênica, a Polícia Municipal, a Guarda Costeira Helênica e a Autoridade Nacional de Transparência são aplicadas para implementar as restrições e podem emitir multas por cada ofensa.

## Linha do tempo

### Fevereiro
- Em 26 de fevereiro, o primeiro caso na Grécia foi confirmado. Uma mulher de 38 anos de Thessaloniki, que havia visitado recentemente Milão, no norte da Itália, testou positivo e foi internada no Hospital Universitário AHEPA. Sua família, assim como aqueles que entraram em contato com ela, se isolaram voluntariamente.[3]
- Em 27 de fevereiro, dois novos casos na Grécia foram confirmados. O filho de nove anos da mulher deu positivo e foi internado no mesmo hospital que a mãe.[4] Além disso, uma mulher de quarenta anos que viajou para a Itália também teve resultado positivo e foi internada no Hospital Geral da Universidade Attikon.[5][6][7][8] Após a confirmação do segundo e terceiro casos na Grécia, foi anunciado que a 105.ª Escola Primária de Salonica, onde a filha da primeira paciente estudava, fecharia por quatorze dias. O ministro da Saúde, Vasilis Kikilias, anunciou que todos os eventos de carnaval foram cancelados em toda a Grécia.[9]
- Em 28 de fevereiro, o quarto caso na Grécia foi confirmado. Uma mulher de 36 anos, de Atenas, que havia viajado recentemente para a Itália apresentou resultado positivo e foi internada no Hospital Geral da Universidade Attikon.[10][4] Oito escolas estaduais foram fechadas como medida de precaução na Ática para impedir a propagação do vírus, e todas as viagens educacionais ao exterior patrocinadas pelas escolas gregas foram interrompidas.[11]
- Em 29 de fevereiro, três novos casos na Grécia foram confirmados. Um amigo da mulher de 38 anos, que foi o primeiro caso na Grécia, foi internado no Hospital Universitário AHEPA.[12] Além disso, mais duas pessoas em Atenas foram internadas no Hospital Geral Sotiria, elevando o total de países para sete casos confirmados.[13]

### Março
- Em 4 de março, dois novos casos foram confirmados na Grécia. Um homem de meia idade em estreito contato com o quinto caso confirmado, apresentou resultado positivo e foi internado em isolamento no Hospital Universitário AHEPA.[14] Além disso, um homem que viajou para Israel e Egito foi internado no Hospital Universitário Geral de Patras, elevando o total de países para nove casos confirmados.[15]
- Em 5 de março, 22 novos casos foram confirmados na Grécia. A esposa de 66 anos, que era o nono caso na Grécia, testou positivo e foi internada no mesmo hospital que o marido.[16] 21 de seus companheiros de viagem também tiveram resultados positivos, elevando o total do país para 31 casos.[17]
- Em 6 de março, 14 novos casos foram confirmados na Grécia. Onze membros do grupo de viagens Israel-Egito, bem como três pessoas que depois entraram em contato com eles, tiveram resultados positivos, elevando o país a 45 casos confirmados. Escolas, universidades, teatros e cinemas foram fechados até 22 de março em três das áreas afetadas (Acaia, Élida e Zacinto).[18]
- Em 7 de março, 21 novos casos foram confirmados na Grécia. Treze pessoas na Acaia e Élida, sete na Ática e uma na Eubeia apresentaram resultados positivos, elevando o total do país para 66 casos confirmados.[19]
- Em 8 de março, sete novos casos foram confirmados na Grécia, elevando o total do país para 73.[20]
- Em 9 de março, onze novos casos foram confirmados na Grécia, elevando o total do país para 84.[21] Entre esses casos, foi o primeiro a ser relatado em Lesbos, levantando receios de que o vírus pudesse se espalhar pelos campos de refugiados da ilha.[22]
- Em 10 de março, cinco novos casos foram confirmados na Grécia, elevando o total do país para 89.[23] Evangelos Marinakis, proprietário dos clubes de futebol Olympiacos na Grécia e Nottingham Forest na Inglaterra, informou o público através da mídia social que ele havia contraído o vírus e pediu a todos que seguissem as ordens dos profissionais de saúde.[24] O ministro da Saúde, Vasilis Kikilias, anunciou o fechamento de todas as instituições de ensino por 14 dias.[25]
- Em 11 de março, dez novos casos foram confirmados na Grécia, elevando o total do país para 99. O homem de 66 anos, hospitalizado no Rio, foi diagnosticado com síndrome de disfunção de múltiplos órgãos.[26]
- Em 12 de março, 18 novos casos foram confirmados na Grécia, elevando o total do país para 117.[27] Os dois primeiros casos relatados na Grécia, uma mãe e seu filho, foram liberados do hospital, tendo se recuperado completamente.[28] O paciente de 66 anos no Rio sucumbiu à doença, resultando na primeira morte relacionada ao vírus na Grécia.[29]
- Em 13 de março, 73 novos casos foram confirmados na Grécia, elevando o total do país para 190.[30] Katerina Sakellaropoulou foi empossada no cargo de Presidente da Grécia no Parlamento Helênico e se tornou a primeira mulher a ocupar o cargo, sucedendo ao Prokópis Pavlópoulos. Sakellaropoulou suspendeu a cerimônia do protocolo para a inauguração prevista para o sábado, 14, e nenhum aperto de mão foi permitido.[31][32]
- Em 14 de março, 38 novos casos foram confirmados na Grécia, elevando o total para 228 no país, enquanto outros seis foram liberados dos hospitais, elevando o total recuperado para oito.[33] Um homem de 90 anos, hospitalizado em Ptolemaida, morreu.[34] Além disso, um homem de 67 anos, hospitalizado em Zacinto, morreu, elevando o número de mortos no país para três.[35] A estratégia de teste passou a ser apenas para idosos, gravemente enfermos e profissionais de saúde. É anunciado pelo Dr. S. Tsiodras no EODY Press Release.[36]
- Em 15 de março, 103 novos casos foram confirmados na Grécia, elevando o total do país para 331, enquanto outros dois foram liberados dos hospitais, elevando o total recuperado para dez.[37] Um homem de 53 anos morreu devido ao vírus, durante sua hospitalização na AHEPA, elevando o número de mortos no país para quatro.[38]
- Em 16 de março, 21 novos casos foram confirmados na Grécia, elevando o total do país para 352.[39]
- Em 17 de março, 35 novos casos foram confirmados na Grécia, elevando o total do país para 387, enquanto quatro foram liberados dos hospitais, elevando o total recuperado para 14. Um homem morreu, elevando para cinco o número de mortos no país.[40]
- Em 18 de março, 31 novos casos foram confirmados na Grécia, elevando o total do país para 418.[41] Um total de 6.000 amostras foram testadas nacionalmente até este ponto.[42] Foi registrado um parto, onde a mãe testou positivo para COVID-19, mas a criança não.[43]
- Em 19 de março, 46 novos casos foram confirmados na Grécia, elevando o total do país para 464, enquanto outros cinco foram liberados dos hospitais, elevando o total recuperado para 19.[44] Um homem de 70 anos, hospitalizado em Kastoria, morreu, elevando para seis o número de mortos no país.[45]
- Em 20 de março, 31 novos casos foram confirmados na Grécia, elevando o total do país para 495. Mais quatro pessoas morreram, elevando o número de mortos no país para dez.[46]
- Em 21 de março, 35 novos casos foram confirmados na Grécia, elevando o total do país para 530.[47] Mais três pessoas morreram, elevando o número de mortos no país para 13.[48]
- Em 22 de março, 94 novos casos foram confirmados na Grécia, elevando o total do país para 624.[2] Mais duas pessoas morreram, elevando o número de mortos no país para 15.[2]
- Em 23 de março, no início da manhã, um homem de 64 anos morreu no Hospital do Rio, na região da Acaia, depois um idoso morreu no Hospital Sotiria, em Atenas, elevando o número de mortos para 17.[49][50] À tarde, sr. Tsiodras anunciou 71 novos casos confirmados, elevando o total do país para 695.[51]

## Estatísticas

### Casos COVID-19 na Grécia
| Data            | Casos | Mortes | Recuperações | Hospitalizados | Em cuidado intensivo | Total de casos acumulativos de origem desconhecida | Total acumulativo de testes feitos |
| --------------- | ----- | ------ | ------------ | -------------- | -------------------- | -------------------------------------------------- | ---------------------------------- |
| 26 de fevereiro | 1     | 0      | 0            | 0              | 0                    |                                                    |                                    |
| 27 de fevereiro | 2     | 0      | 0            | 0              | 0                    |                                                    |                                    |
| 28 de fevereiro | 1     | 0      | 0            | 0              | 0                    |                                                    |                                    |
| 29 de fevereiro | 3     | 0      | 0            | 0              | 0                    |                                                    |                                    |
| 1 de março      | 0     | 0      | 0            | 0              | 0                    |                                                    |                                    |
| 2 de março      | 0     | 0      | 0            | 0              | 0                    |                                                    | 504                                |
| 3 de março      | 0     | 0      | 0            | 7              | 0                    |                                                    | 570                                |
| 4 de março      | 2     | 0      | 0            | 1              | 0                    |                                                    |                                    |
| 5 de março      | 22    | 0      | 0            | 9              | 0                    |                                                    |                                    |
| 6 de março      | 14    | 0      | 0            | 0              | 0                    |                                                    |                                    |
| 7 de março      | 21    | 0      | 0            | 22             | 1                    |                                                    |                                    |
| 8 de março      | 7     | 0      | 0            | 0              | 0                    | 1                                                  |                                    |
| 9 de março      | 11    | 0      | 0            | 27             | 1                    | 4                                                  |                                    |
| 10 de março     | 5     | 0      | 0            | 0              | 1                    |                                                    |                                    |
| 11 de março     | 10    | 0      | 0            | 29             | 2                    |                                                    | 1700                               |
| 12 de março     | 18    | 1      | 2            | 34             | 3                    | 10                                                 | 2180                               |
| 13 de março     | 73    | 0      | 0            | 47             | 5                    | 11                                                 | 2700                               |
| 14 de março     | 38    | 2      | 6            | 57             | 5                    | 22                                                 | 3400                               |
| 15 de março     | 103   | 1      | 2            | 51             | 8                    | 44                                                 | 4000                               |
| 16 de março     | 21    | 0      | 0            | 65             | 9                    | 51                                                 | 4320                               |
| 17 de março     | 35    | 1      | 4            | 70             | 11                   | 60                                                 | 4900                               |
| 18 de março     | 31    | 0      | 0            | 79             | 13                   | 64                                                 | 6000                               |
| 19 de março     | 46    | 1      | 5            | 78             | 16                   | 72                                                 | -                                  |
| 20 de março     | 31    | 4      | 0            | 90             | 20                   | -                                                  | 7172                               |
| 21 de março     | 35    | 3      | 0            | 100            | 18                   | 98                                                 | 7830                               |
| 22 de março     | 94    | 2      | 0            | 124            | 34                   | -                                                  | 8006                               |
| 23 de março     | 71    | 2      | 0            | 124            | 35                   | -                                                  | 8644                               |
| Total           | 695   | 17     | 29           | 124            | 35                   | 98                                                 | 8644                               |
| Data            | Casos | Mortes | Recuperações | Hospitalizados | Cuidado intensivo    | Origem desconhecida                                | Testes realizados                  |

## Medidas de resposta

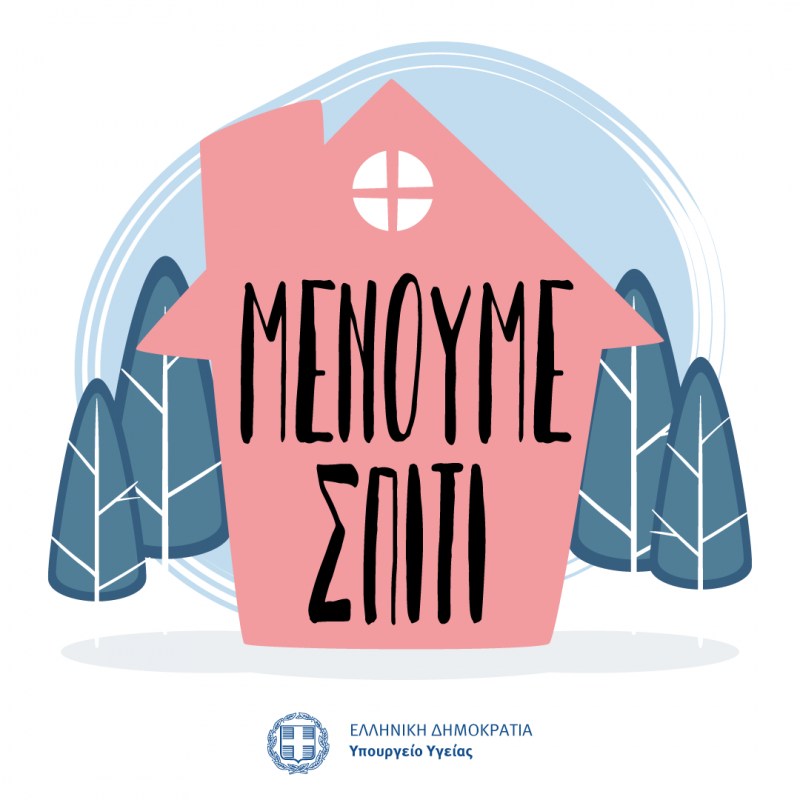
Logomarca da campanha "Menoume Spiti" (Nós Ficamos em Casa) do Ministério da Saúde Helênico

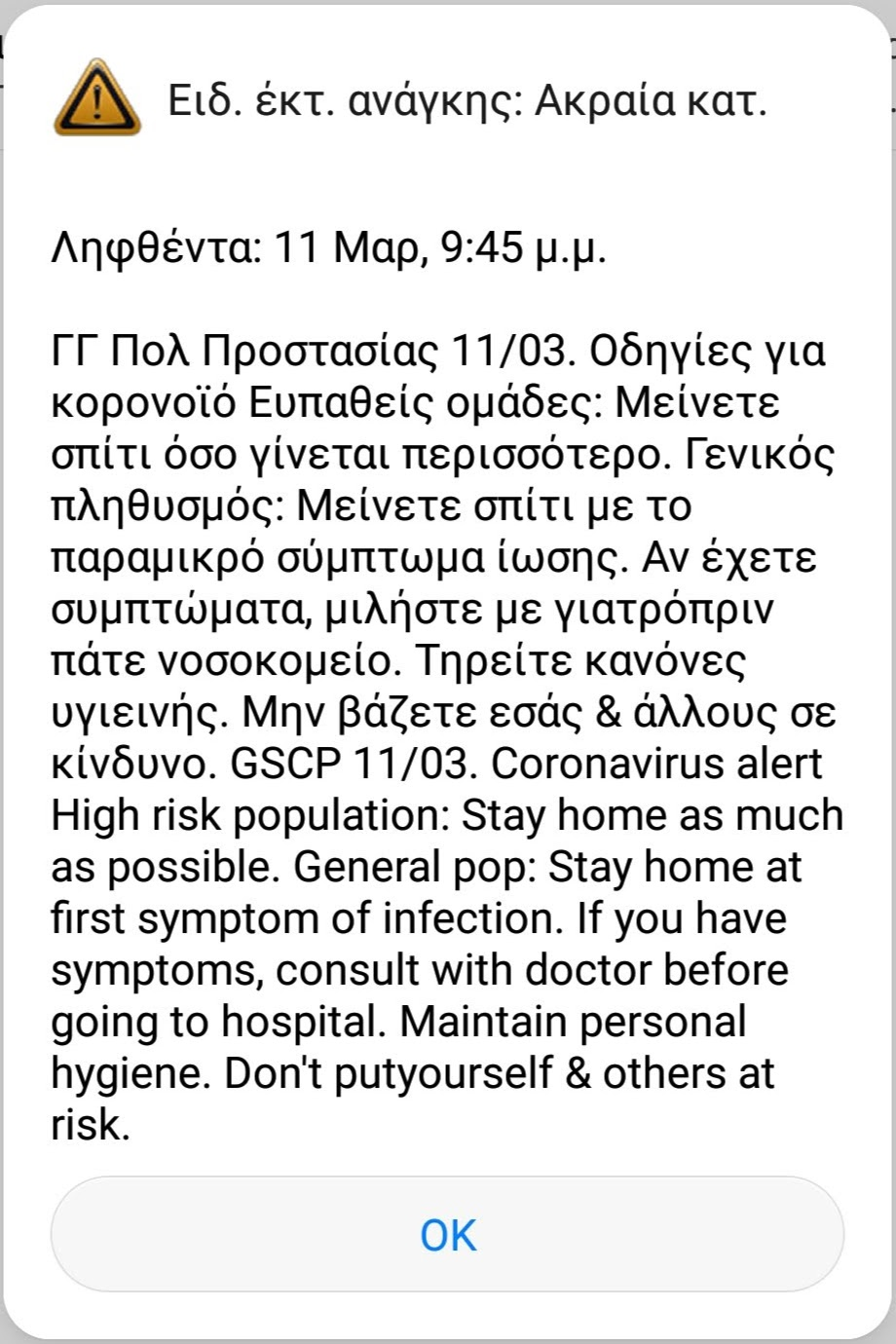
Mensagem por difusão celular enviada em todos os smartphones na Grécia em 11 de março pelo Secretariado Geral de Proteção Civil, com instruções gerais sobre a pandemia

O governo grego anunciou as seguintes medidas:
- Suspensão nacional da operação de todos os Centros de Atendimento Aberto a idosos por quatro semanas
- Nenhuma conferência a ser realizada no país por quatro semanas
- Em 1 de março, o primeiro-ministro Kyriakos Mitsotakis anunciou que a Grécia não aceitaria novos pedidos de asilo por um mês.[78]

## Suspensão de práticas religiosas
Nos estágios iniciais do surto de coronavírus, a Igreja da Grécia havia anunciado que a Santa Comunhão, com a aparência de pão e vinho, continuaria como uma prática. Inicialmente, o Santo Sínodo havia defendido a prática da Sagrada Comunhão, com os serafins metropolitanos dizendo que a Sagrada Comunhão não tinha mancha porque representa o sangue e o corpo de Cristo.
A posição da Igreja suscitou críticas do partido de oposição Syriza, com o ex-primeiro ministro Aléxis Tsípras criticando a posição da igreja, assim como o ex-ministro da Saúde Pavlos Polakis. Em uma declaração no início de março de 2020, o Santo Sínodo da Igreja Ortodoxa da Grécia aconselhou os fiéis doentes a evitar temporariamente multidões e estreitar o contato com outras pessoas.
Alguns médicos gregos de alto nível apoiaram publicamente a continuação da prática da Sagrada Comunhão, recebendo críticas da Associação Grega de Médicos Hospitalares. (em grego:  Ομοσπονδία Ενώσεων Νοσοκομειακών Γιατρών Ελλάδος (OENGE)).
Em 11 de março, o Primeiro Ministro da Grécia, Kyriákos Mitsotákis, em um discurso televisionado nacionalmente, disse ao público que seguisse as instruções de médicos e especialistas, e à Igreja da Grécia para cooperar na aplicação dos regulamentos de saúde pública. Dois dias depois, o arcebispo de Atenas e toda a Grécia Jerônimo declarou que a Igreja concordava e implementaria as medidas preventivas de saúde pública adotadas pelas autoridades nacionais.
Em 16 de março, depois de ser informada pelo porta-voz de doenças infecciosas Sotiris Tsiodras, a Igreja Ortodoxa Grega anunciou a suspensão de todas as liturgias e sacramentos diários; as igrejas deveriam permanecer abertas apenas para a oração particular, os casamentos e batismos eram suspensos indefinidamente e os funerais eram realizados apenas com a família imediata. A Igreja Ortodoxa Grega anunciou que as liturgias de domingo ocorreriam de 22 de março a 11 de abril, mas se restringiriam aos sacramentos da Eucaristia, realizados entre as 7 e as 8 da manhã. Após o anúncio da Igreja Ortodoxa Grega, o primeiro-ministro grego anunciou a decisão do governo de suspender os serviços em todas as áreas de culto religioso de qualquer religião ou dogma entre 16 e 30 de março, suspendendo efetivamente a Divinas Liturgias Dominicais Ortodoxas Gregas para esse período também.

## Refugiados
Surgiram temores de que o vírus pudesse se espalhar rapidamente em campos de refugiados bem compactados após o primeiro caso ter sido relatado em 9 de março na ilha de Lesbos, que contém o campo de Moria, no qual cerca de 20.000 pessoas vivem em um espaço projetado para menos de 3.000. Devido à alta demanda, as máscaras faciais eram escassas nas cidades próximas, então um grupo de refugiados afegãos começou a costurar as faces, solicitando os outros residentes do campo, com máquinas de costura fornecidas pela ONG grega Stand By Me Lesvos. Os afegãos estão trabalhando usando as diretrizes de distanciamento social recomendadas e, no primeiro dia, fizeram cerca de 500 máscaras.